# Kompsoscypha ziziphi
Kompsoscypha ziziphi är en svampart som först beskrevs av E.K. Cash, och fick sitt nu gällande namn av Pfister 1989. Kompsoscypha ziziphi ingår i släktet Kompsoscypha och familjen Sarcoscyphaceae.   Inga underarter finns listade i Catalogue of Life.